# Beaufortain
Pour le massif de montagnes, voir Massif du Beaufortain.
Le Beaufortain ou pays de Beaufort est une région naturelle s'étendant autour de la commune de Beaufort dans le département français de la Savoie. Elle est constituée principalement par la vallée du Doron dit de Beaufort et se trouve au cœur du massif du Beaufortain.

## Toponymie
Beaufortain est un adjectif dérivant du toponyme Beaufort, composé de « beau » et « fort », soit un « endroit fortifié ».
La petite région est appelée également pays de Beaufort, plus rarement Beaufortin. Correspondant au bassin versant du Doron, elle porte également le nom de vallée du Doron ou parfois de vallée de Luce. Luce, nom d'une villa romaine, passé à la paroisse, avant de devenir Beaufort en 1225,.

## Géographie

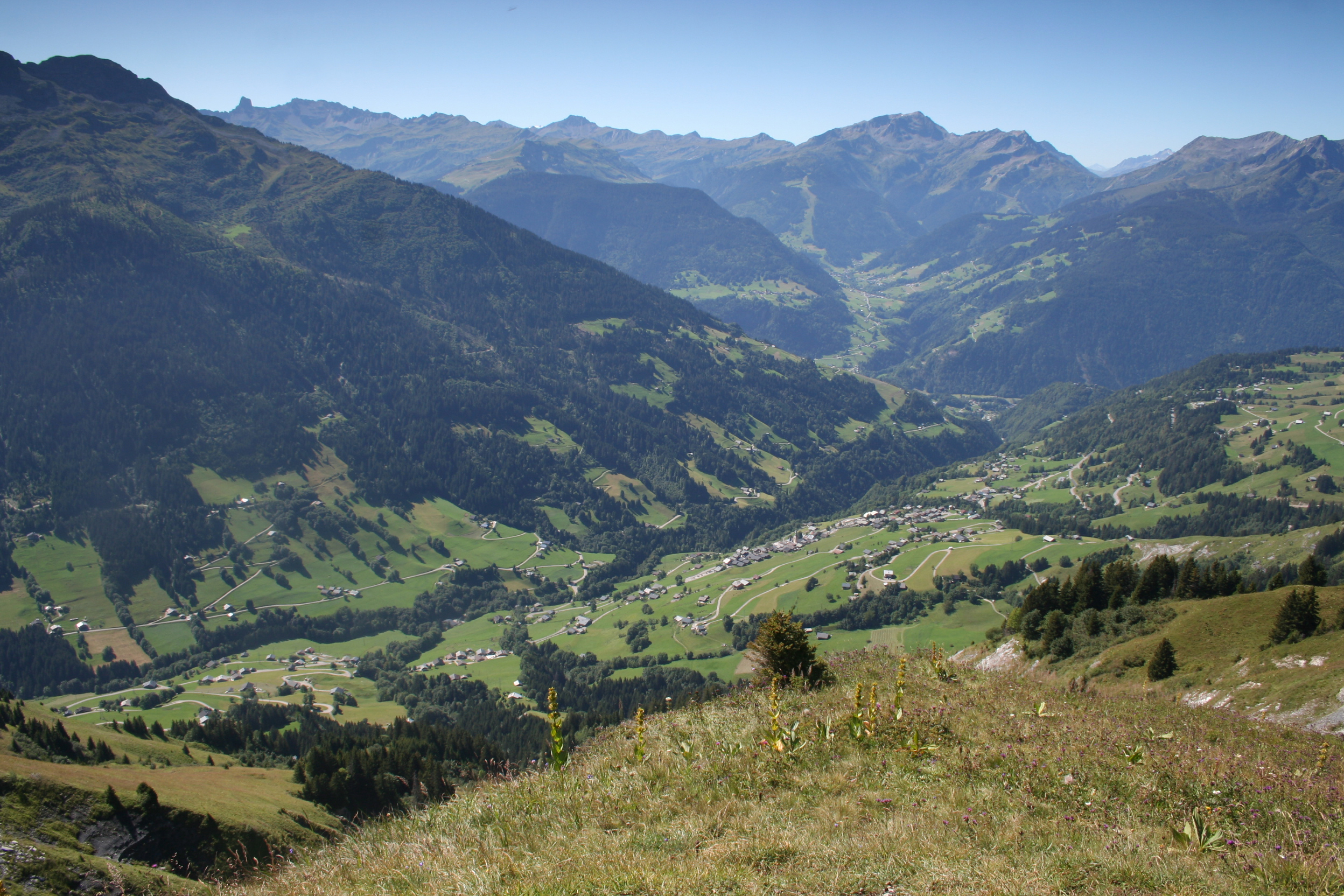
Vue sur le Beaufortain (Hauteluce, Beaufort, Arêches).

La superficie de la région est estimée à environ 27 427 ha. Elle correspond au bassin hydrographique de la vallée du Doron dit de Beaufort et de ses affluents.
L'ensemble, faiblement individualisé, est limité :
- à l'ouest, par la colline de Cornillon (limite avec le val d'Arly), mont Mirantin, le col de la Bâthie, le Grand Mont ;
- au nord, par les cols de Véry, des Saisies / signal de Bisanne et de la Forclaz (entre Queige et Ugine) ;
- à l'est, par le col du Joly, le Cormet de Roselend et l'aiguille du Grand Fond ;
- au sud, par les cols de la Louze, du Cormet d'Arêches et du Coin.

L'ensemble regroupe le territoire des quatre communes de Beaufort, Hauteluce, Queige et Villard-sur-Doron.
Ses sommets les plus remarquables sont le Grand Mont, l'aiguille du Grand Fond et la Pierra Menta (la Pierre montée), sorte de dent rocheuse en surplomb au-dessus du lac de Roselend, autour de laquelle a lieu la célèbre course de ski-alpinisme, la Pierra Menta. Le signal de Bisanne, avec ses 1 941 m, constitue un belvédère remarquable sur le massif du Mont-Blanc tout proche.

### Lacs et barrages

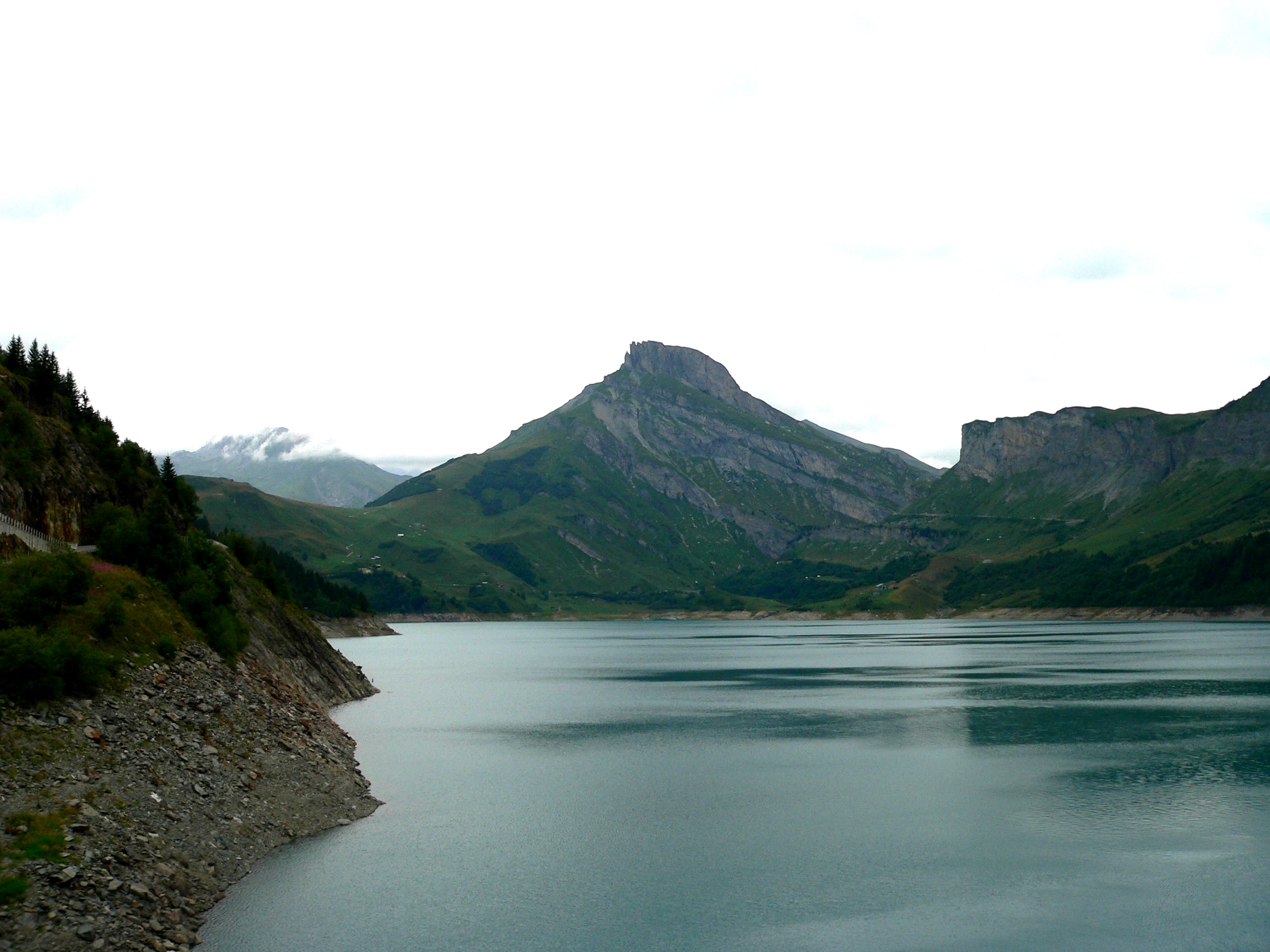
Lac de Roselend.

Le Beaufortain est la région privilégiée des lacs de barrage :
- le plus connu, le barrage de Roselend (1962), situé entre le col du Pré (qui domine la petite ville d'Arêches) et le Cormet de Roselend, a englouti lors de sa mise en eau le petit village d'alpage dont le lac tire son nom ;
- mais d'autres lacs plus petits existent : le barrage de la Girotte (1949), au voisinage du col du Joly, le barrage de Saint-Guérin (1961), situé également au-dessus d'Arêches, le barrage de la Gittaz (1967), près de Roselend.

Le Beaufortain est caractérisé par la confluence en son centre du Doron de Beaufort, du Poncellamont, son affluent en rive gauche, et du Dorinet, son affluent en rive droite. Ces trois composantes ont le même régime hydrologique d'une montagne de moyenne altitude, avec un débit maximum en juillet lors de la fonte des dernières neiges.

## Histoire

### Période antique
Durant l'Antiquité, le Beaufortain est occupé, tout comme le Haut-Faucigny et la haute vallée de la Tarentaise, par le peuple Ceutrons, contrôlant les principaux cols alpins entre la péninsule italienne et la Gaule. Vers 20 av. J.-C., les Ceutrons sont dominés par les Romains. La Centronie devient, à la suite de la conquête par Rome, la province des Alpes Grecques, puis Alpes grées, avec Axima (Aime) pour capitale. La vallée se trouvant en dehors des grands axes de communication de l'Empire romain, peu de traces ont été retrouvées.

### Période médiévale
Du Xe siècle au XIe siècle, le Beaufortain appartient au royaume de Bourgogne. Des sires de Beaufort apparaissent vers la fin Xe siècle et semblent contrôler la vallée.
Dès le XIe siècle, les barons de Faucigny dominent la vallée du Doron (Beaufortain) en plus de la vallée de l'Arve et de son affluent le Giffre, l'Arly jusqu'à Flumet, formant ainsi la province du Faucigny. En 1355, en application du traité de Paris, cette vallée rejoint les territoires des comtes puis ducs de Savoie. Elle n'est constituée que d'une seule châtellenie, dite aussi mandement, dans l'organisation savoyarde du Genevois.

### Période contemporaine
Après la Restauration savoyarde de 1815, le massif est intégré, avec le pays de Faverges, le val d'Arly et l'amont de la combe de Savoie, à la nouvelle province de Haute-Savoie, créée en 1816, au sein du duché de Savoie,. La circonscription disparaît, en 1860, lorsque le duché de Savoie est annexé par la France du Second Empire. Le Beaufortain est compris dans le nouveau département de la Savoie. L'ancien mandement de Beaufort devient le canton de Beaufort-sur-Doron.
Le tourisme se développe au début du XXe siècle. En 1912, on compte sept hôtels, notamment à Beaufort avec les hôtels du Cheval Blanc, de l'Étoile, de la Poste et du Mont-Blanc. Le ski est pratiqué sur les pentes du massif dès 1914. Dix ans plus tard, plusieurs compétitions de ski se déroulent à Arêches, Beaufort et Hauteluce.

#### Aménagements hydroélectriques

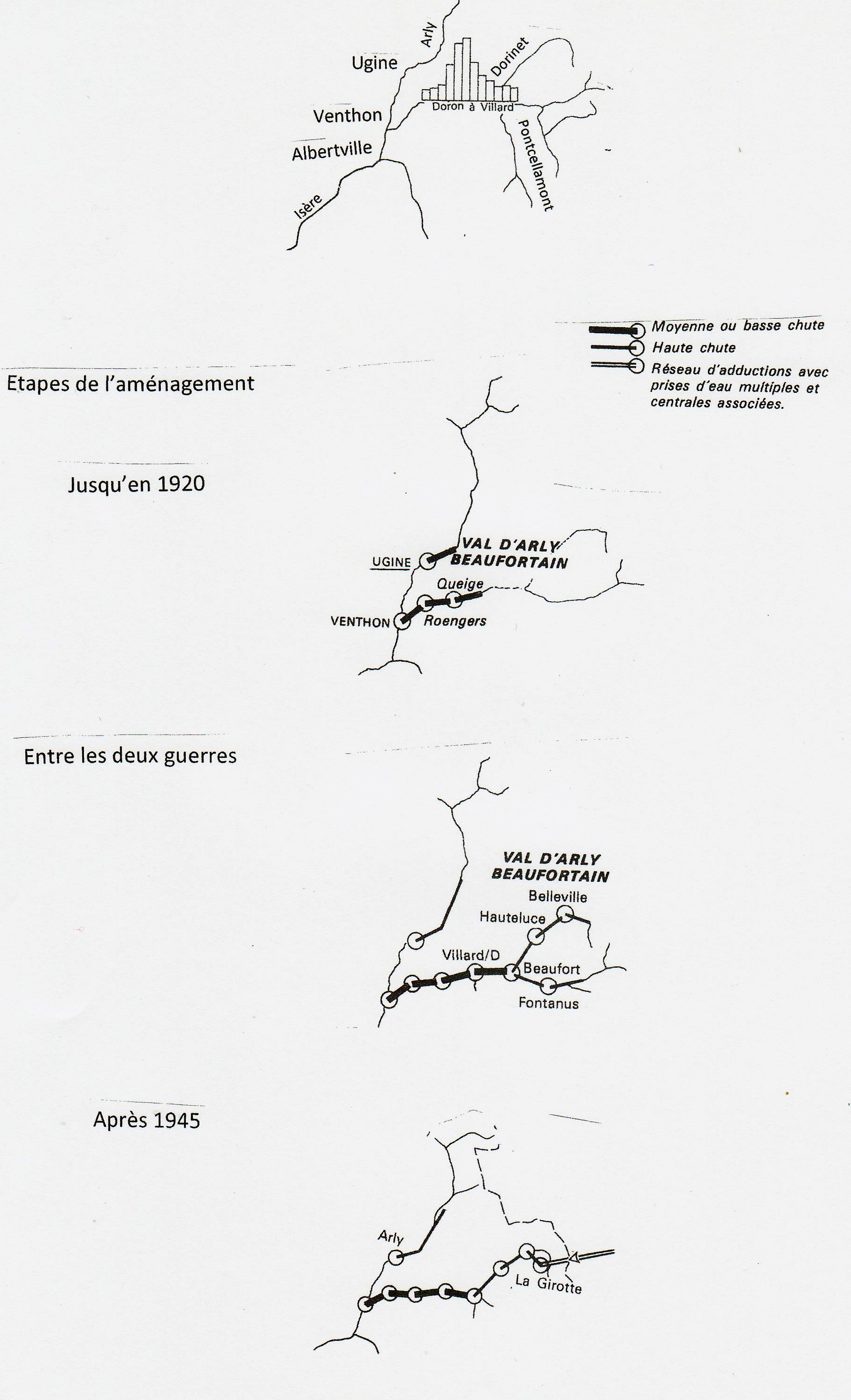
Étapes de l'aménagement hydroélectrique du Beaufortain.

L’histoire de l’aménagement hydroélectrique est caractérisée par deux phases successives répondant à des attentes opposées de la part de ses initiateurs. Jusqu’au lendemain de la Seconde Guerre mondiale, cet équipement a été à l’initiative des pionniers de la houille blanche en quête d’énergie bon marché et renouvelable à volonté pour l’approvisionnement énergétique de leurs établissements industriels alpins. À partir de 1946, quand EDF nouvellement créée est chargée de l’aménagement intégral du bassin versant de l’Isère, c’est au service du réseau national interconnecté. Alors est créée avec de puissants moyens financiers la retenue de Roselend au cœur du Beaufortain. Mais celle-ci est alimentée pour partie par des captages en haute Tarentaise et ses eaux sont turbinées dans la centrale de La Bâthie, en basse Tarentaise. Cet ensemble peut donc être rattaché à l’aménagement hydroélectrique de la Tarentaise. Les aménagements de la période pionnière constituent une chaîne ininterrompue du lac de la Girotte au confluent de l’Arly.
Le papetier Aubry avait installé sa papeterie à Venthon. Il a rapidement cédé la place à Paul Girod qui reste dans l’histoire comme un des fondateurs de l’électrométallurgie et qui finira par préférer le site d’Ugine pour profiter également des ressources énergétiques de l’Arly. Leur attention a été immédiatement retenue par l’existence du réservoir naturel à haute altitude qu’était le lac glaciaire de la Girotte : c’était la promesse d’une alimentation régularisée tout au long de l’année alors que bien des établissements industriels étaient contraints d’adopter un rythme de fonctionnement saisonnier à cause des faibles débits hivernaux des cours d’eau alpestres.
Notre époque reste largement tributaire de cette époque pionnière sous la forme de la chaîne de centrales qui se succèdent de manière ininterrompue du lac de la Girotte jusqu’au confluent, à Venthon, du doron de Beaufort et de l’Arly. De la période pionnière (avant 1920) datent les centrales situées à l’aval : Venthon (1899), Roengers (1919) et Queige (1909). La chaîne a été complétée entre les deux Guerres mondiales par les centrales de Villard (1929), de Beaufort (1922), d’Hauteluce (1932) et de Belleville (1923), au pied du lac de la Girotte. 
| Centrale   | Mise en service (année) | Bassin-versant (km²) | Chute (m) | Débit (m³/s) | Puissance installée (MW) | Productibilité (GWh) | Photo |
| ---------- | ----------------------- | -------------------- | --------- | ------------ | ------------------------ | -------------------- | ----- |
| La Girotte | 1962                    | 29,5                 | 182       | 7            | 8,5                      | 14,5                 |       |
| Belleville | 1923                    | 35,9                 | 541       | 9,7          | 40,6                     | 70                   |       |
| Hauteluce  | 1964                    | 60,1                 | 178       | 10,6         | 14,8                     | 35,5                 |       |
| Beaufort   | 1922                    | 106,8                | 282       | 11,1         | 23,2                     | 95,0                 |       |
| Villard    | 1929                    | 118,4                | 120       | 9,8          | 8,4                      | 41,0                 |       |
| Queige     | 1909                    | 179,6                | 101       | 12,5         | 8,7                      | 47,5                 |       |
| Roengers   | 1919                    | 200,1                | 79        | 10,7         | 6,0                      | 37,5                 |       |
| Venthon    | 1951                    | 210,7                | 104       | 13,2         | 9,0                      | 50,5                 |       |

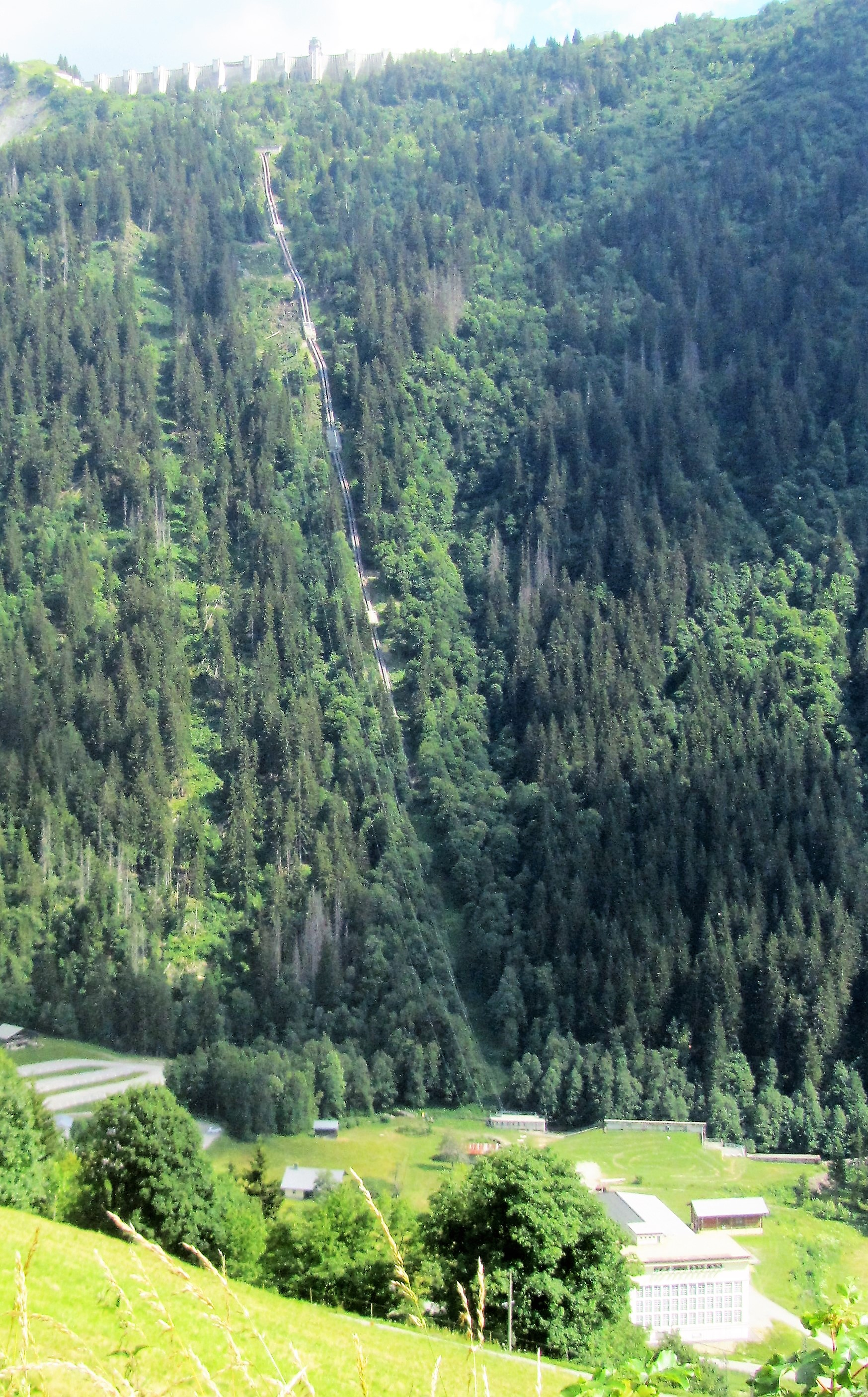
Du barrage de la Girotte à la centrale de Belleville, vue d'ensemble.

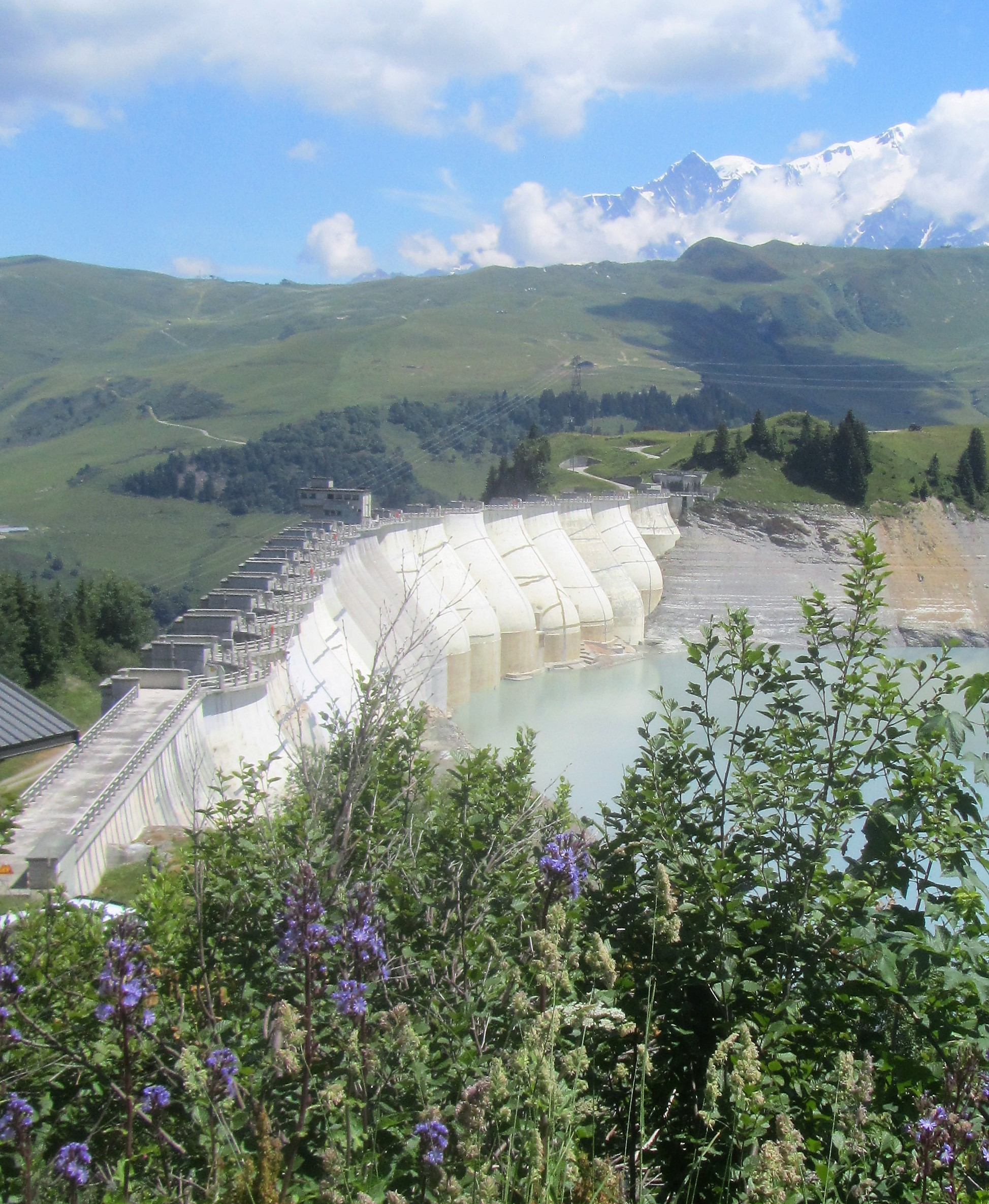
Barrage de la Girotte à voûtes multiples.

Les performances de l’ensemble de la chaîne ont été amplifiées grâce aux travaux entrepris au niveau du lac de la Girotte dès les origines. La méthode la plus simple a consisté à la « mise en perce » de cette réserve naturelle de 30 millions de m3 (1903) à 17 mètres sous le niveau de la nappe puis à moins 45 mètres en 1923 et à moins 80 mètres en 1927. Ensuite est venue l’idée d’accroître les réserves disponibles par des captages en provenance de Plan Jovet, près du col du Bonhomme (1925) et sous le glacier de Tré-la-Tête, dans le massif du Mont-Blanc (1943). Mais seule la construction d’un barrage était de nature à augmenter très significativement les réserves disponibles. Les grands travaux, commencés en plein conflit mondial (1942) n’ont été terminés sous la conduite d'Albert Caquot qu’en 1949 par l’EDF : la capacité du réservoir à la cote 1753 atteint ainsi près de 50 millions de m3. La forme du barrage, haut de 50 mètres, est, dans son ensemble, concave vers l'aval pour s'adapter à la forme du seuil rocheux. En compensation, chacune des 18 voûtes permet une bonne résistance à la poussée grâce à une double convexité amont, à la fois latérale et dans le sens de la hauteur. À l'énergie produite par la centrale de Belleville située à son pied, il faut ajouter celle de la centrale de la Girotte qui turbine depuis 1962 au niveau du lac sous 182 mètres de chute les eaux provenant des adductions d'amont, dont Tré-la-Tête.

## Activités

### Économie
L'agriculture de montagne se développe sur les versants du massif du Beaufortain. La filière laitière permet la fabrication de 4 900 t de beaufort (AOC/AOP). La coopérative laitière de Beaufort réalise la production de 30 500 meules par an, en 2015. Son chiffre d'affaires est estimé à 14,7 millions d’euros, en 2015. La construction des barrages tel celui de Roselend, l’attirance pour des métiers plus valorisés proposés par EDF ou par d’autres entreprises, l’attrait de la ville, les difficultés de l’agriculture en montagne et la dureté du labeur ont failli faire sombrer la filière Beaufort. Mais les coopératives regroupées au sein de l’Union des producteurs de beaufort, ont défendu le cahier des charges de l'appellation d’origine protégée (AOP) Beaufort, obtenue en 1968, améliorant les marges de cette activité, développant les volumes et permettant de robotiser des tâches particulièrement pénibles.
La présence de torrents de montagne a permis aussi l'exploitation de la houille blanche. Ainsi, une chute du Doron accueille les papeteries Aubry de Venthon entre 1888 et 1905, jusqu'à leur rachat en 1902 et la transformation par l'aciériste suisse Paul Girod. Le site sert à la mise au point d'autres produits, notamment des ferroalliages (ferrotungstène, ferromolybdène, ferrouranium, ferrotantale et ferrobore), puis à la fabrication industrielle du ferrochrome et du ferromanganèse,
Au XXe siècle, le massif accueille sept centrales hydrauliques, qui font dire au géographe Raoul Blanchard qu'il s'agit d'« un des réseaux les plus complets et les plus puissants ». Elles sont acquises par la suite par Électricité de France.
Le tourisme et des sports d'hiver se développent depuis le début du XXe siècle dans le massif. La capacité d'accueil, par des infrastructures marchandes et non marchandes, pour les quatre communes, est estimée à un peu plus de 33 200 lits, en 2016. La capacité strictement touristique (marchande) est estimée à environ 8 200 lits à cette date.

### Sport et tourisme

#### Sports d'hiver
Le Beaufortain possède trois espaces permettant la pratique des sports d'hiver : Arêches, situé sur la commune de Beaufort, Les Saisies, sur les communes d'Hauteluce et de Villard-sur-Doron, relié au grand domaine skiable de Espace Diamant et pour Hauteluce un versant du domaine des Les Contamines.
La station des Saisies (domaine nordique olympique de Crest-Voland Cohennoz – Les Saisies), réputée pour la pratique du ski nordique, a accueilli les épreuves de biathlon et de ski de fond lors des Jeux olympiques d'hiver de 1992 d'Albertville.
| Nom de la station    | Communes                    | Capacité d'accueil (structures) | Domaine skiable alpin • nordique                                                               | Illustration |
| -------------------- | --------------------------- | ------------------------------- | ---------------------------------------------------------------------------------------------- | ------------ |
| Arêches-Beaufort     | Beaufort                    | 9 797 lits (1 581)              | Domaines nordiques de Beaufort-Marcôt et le plateau de Cuvy                                    |              |
| Bisanne 1500         | Villard-sur-Doron           | (cf. Les Saisies)               | Les Saisies - Espace Diamant Domaine nordique olympique de Crest-Voland Cohennoz – Les Saisies |              |
| Hauteluce - Val Joly | Hauteluce                   | (cf. Les Saisies)               | Les Contamines - Évasion Mont-Blanc                                                            |              |
| Les Saisies          | Hauteluce Villard-sur-Doron | 15 253 (2 420)                  | Espace Diamant Domaine nordique olympique de Crest-Voland Cohennoz – Les Saisies               |              |

#### Alpinisme et randonnée
- Pierra Menta (2 714 m) :
  - 1922 - Première ascension, par la face ouest, par J.P. Loustalot et Léon Zwingesltein, le 6 juillet ;
  - 1923 - Face est par J. Payot et F. Peterlongo ;
  - 1937 - Arête nord par J. Mermillod et Alfred Coutet ;
  - Pilier sud-ouest.
- Aiguille de la Nova (2 890 m) :
  - 1941 - Première traversée ouest-est par Bisch, Carpentiet et Guers.
- Cime de Gargan (2 762 m)
- Dent d'Arpire (2 445 m)
- Sentier de grande randonnée 5
- Sentier européen E2
- Sentier de grande randonnée Tour du Mont-Blanc
- Sentier de grande randonnée de pays Tour du Pays du Mont-Blanc
- Sentier de grande randonnée de pays Tour du Beaufortain
- Haute Route du Beaufortain
- Transbeaufortaine

## Culture et patrimoine
Le Beaufortain, aux côtés du val d'Arly, de la Maurienne et de la Tarentaise, a reçu le label « Villes et Pays d'art et d'histoire » pour le projet Pays des Hautes vallées de Savoie (1991),.

### Lieux et monuments

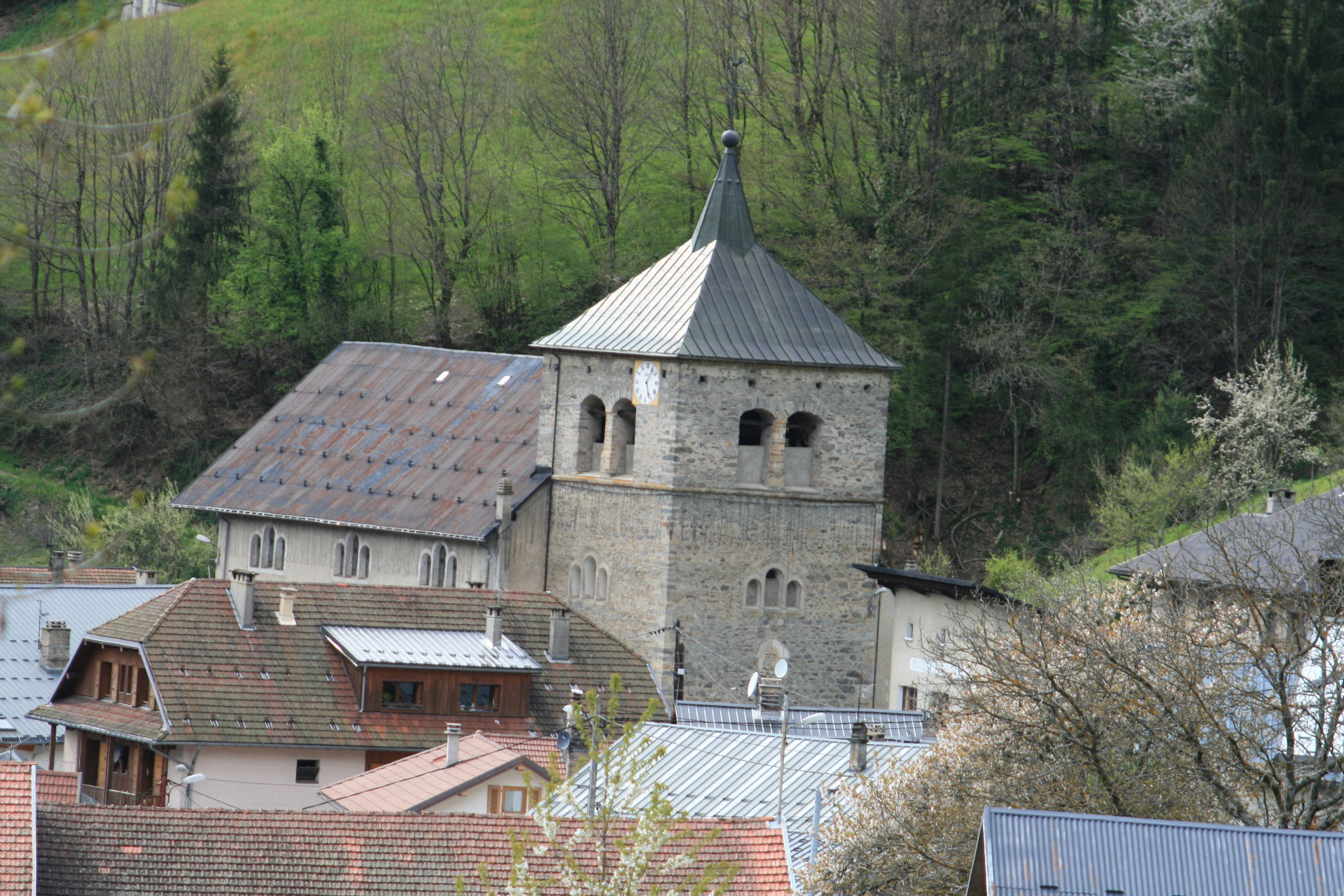
Clocher de l'église Sainte-Agathe de Queige.
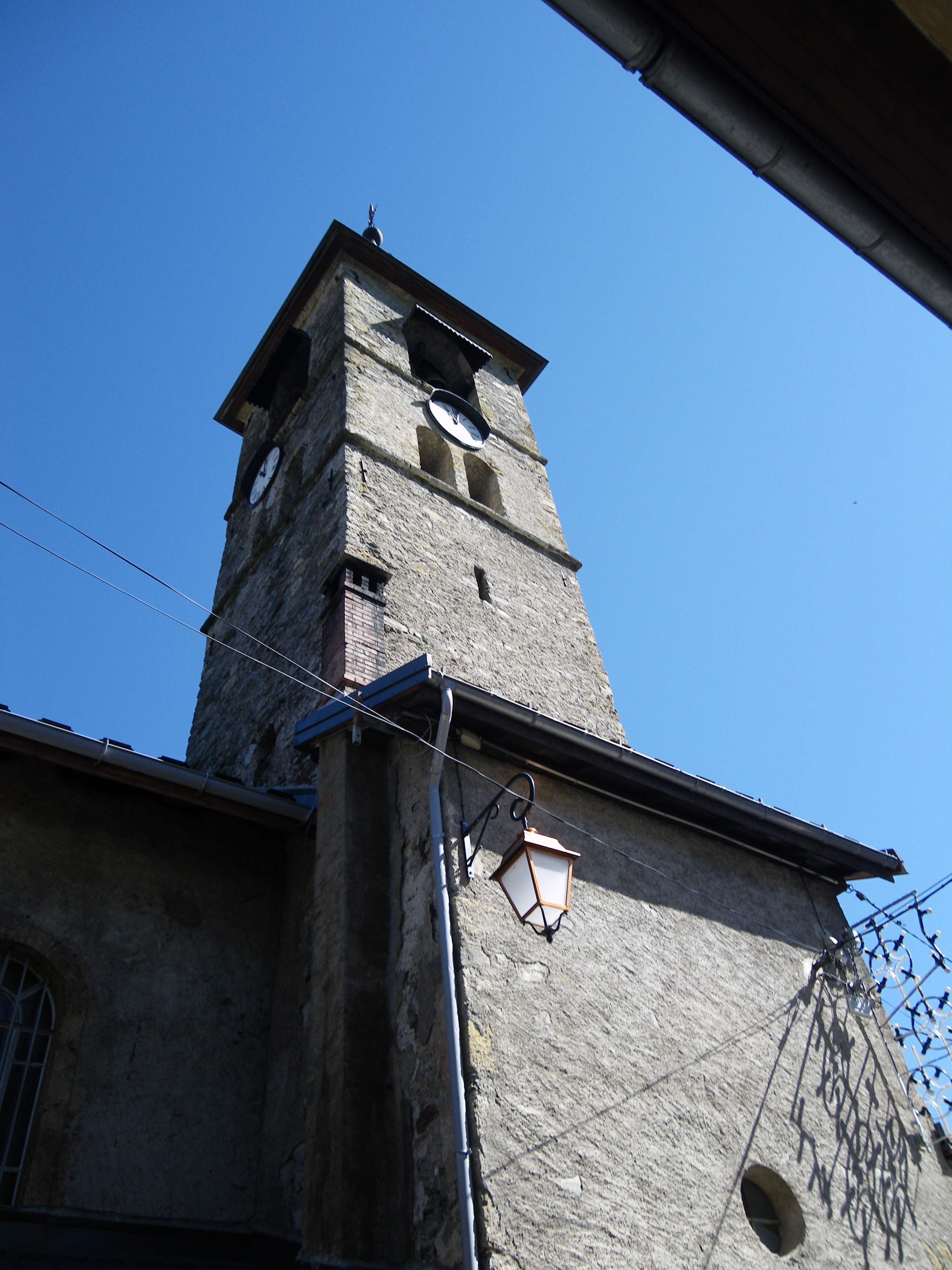
Clocher de l'église Sainte-Agathe de Villard-sur-Doron.
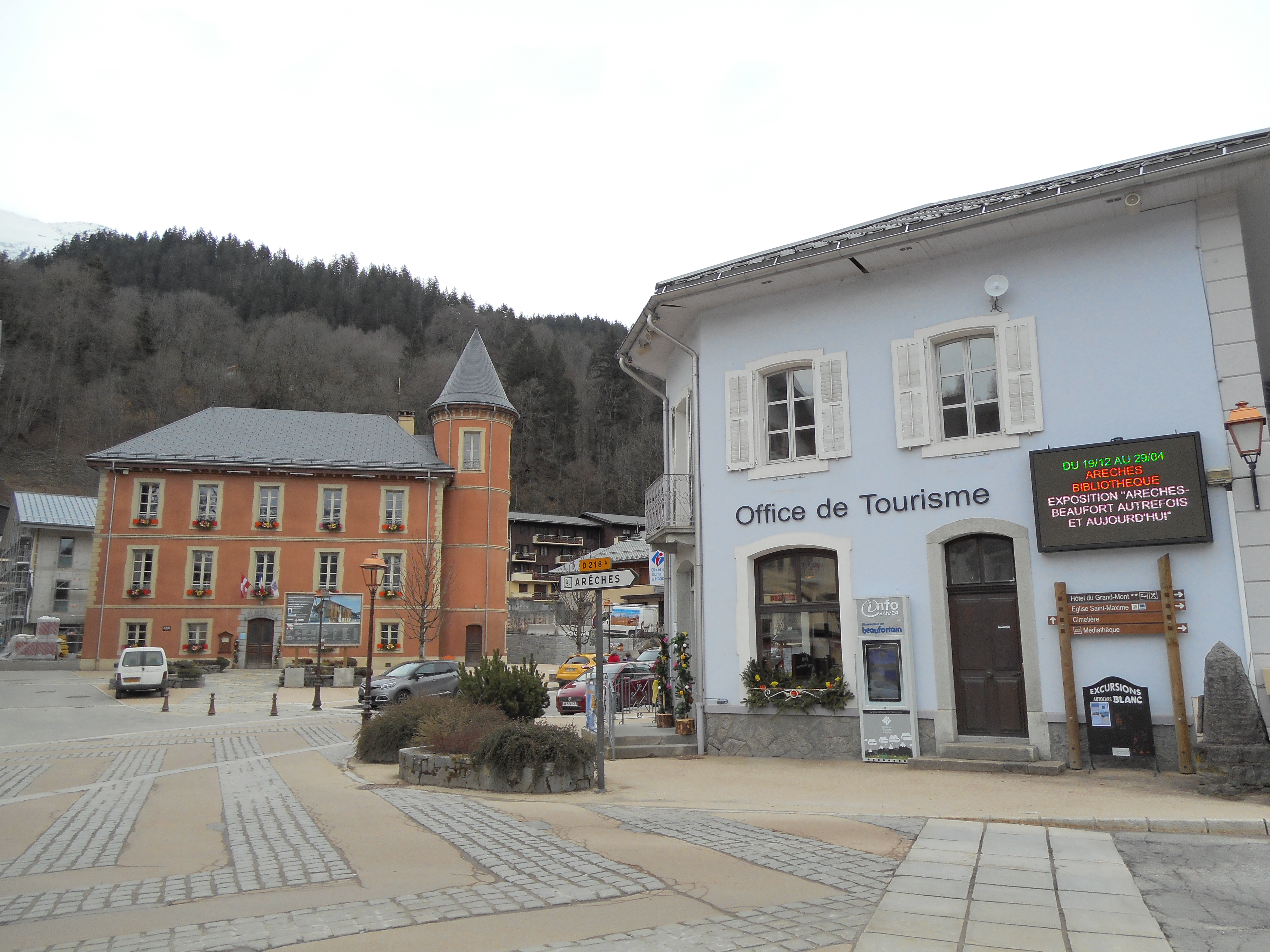
Château de Randens et office du tourisme de Beaufort.
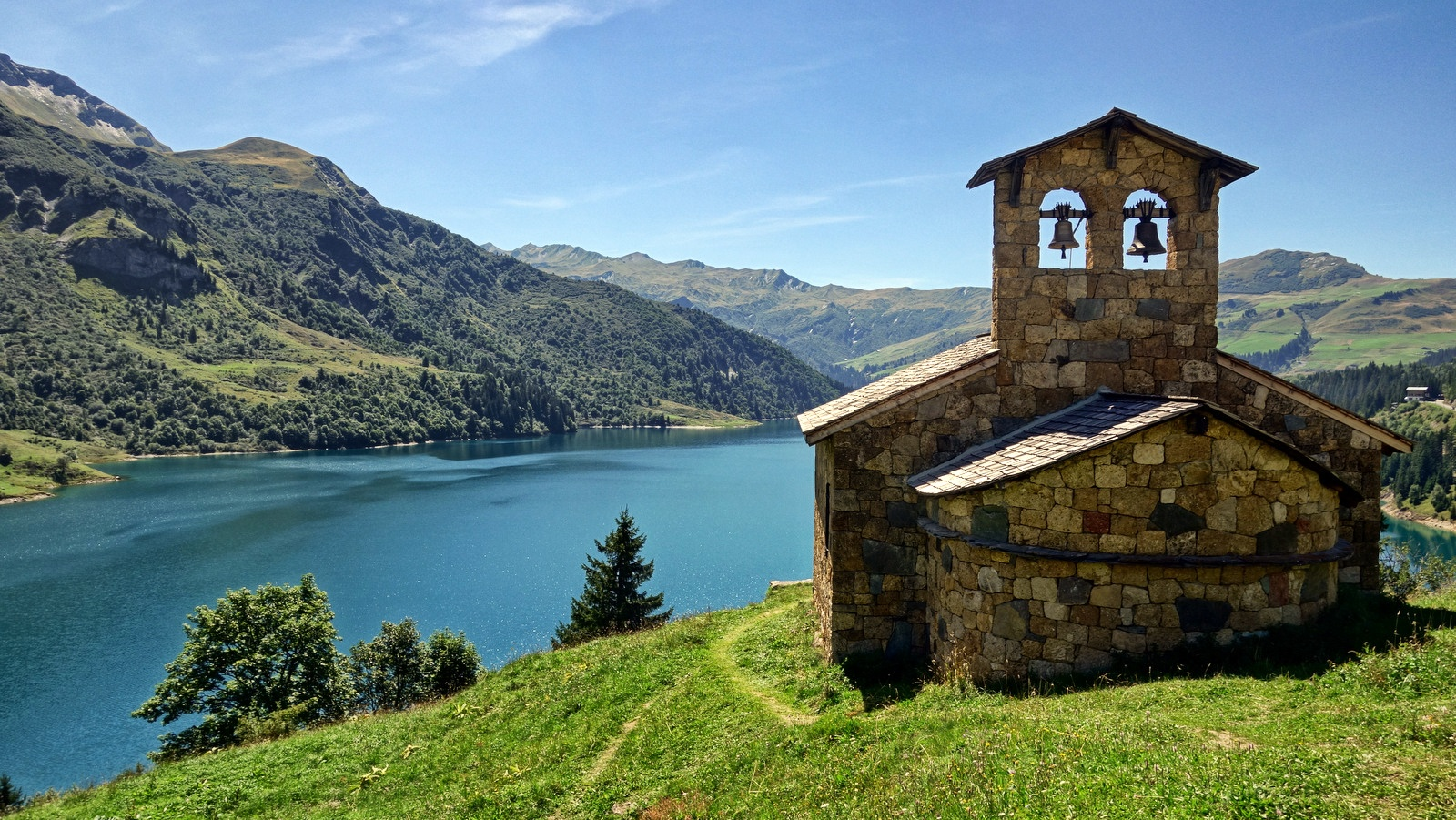
Chapelle de Roselend.
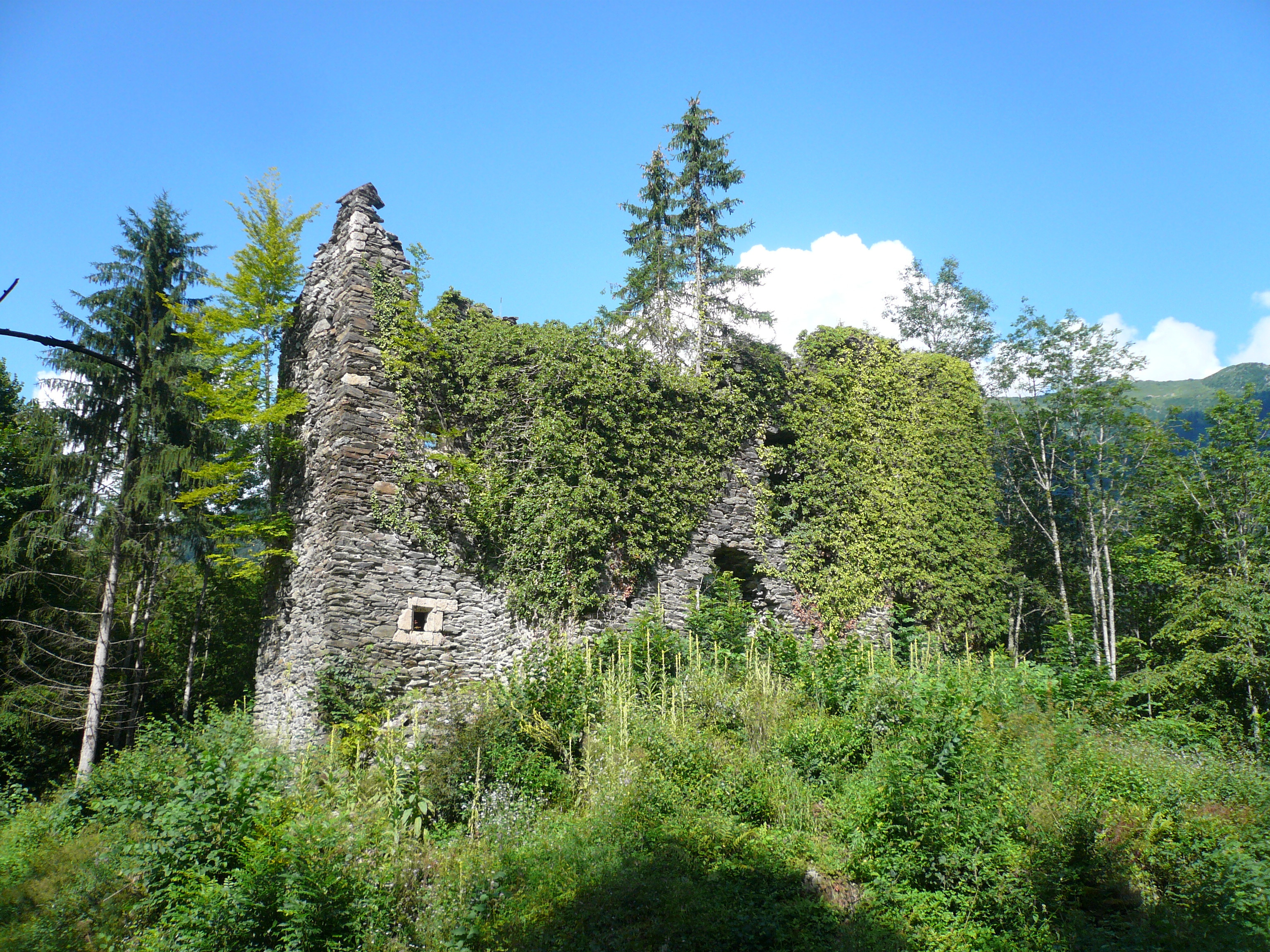
Château de La Sallaz.

#### Châteaux
- Château de Beaufort, ancien château fort (XIe siècle). Beaufort. Vestiges.
- Château des Outards, ancienne maison forte (XIe siècle). Beaufort. Vestiges.
- Château de Cornillon, ancien château fort (XIIe siècle). Queige. Ruines
- Château de La Sallaz ou château de la Grande-Salle, ancienne maison forte (XIIIe siècle). Beaufort. Vestiges.
- Château de Randens, maison forte (milieu XVe siècle). Aujourd'hui mairie de Beaufort.

#### Églises
- Église Saint-Jacques-d'Assyrie (Hauteluce), style baroque avec un clocher à bulbe, milieu du XVIe siècle.
- Église Sainte-Agathe (Queige), intérieur baroque, fin du XVIIIe siècle.
- Église Sainte-Agathe (Villard-sur-Doron), fin du XVIIIe siècle.
- Église Saint-Maxime (Beaufort), style baroque, fin XIXe siècle.

#### Chapelles et oratoires
- Chapelle des Curtillets, dédiée aux saintes Brigitte et Marguerite (Beaufort, avant le XIVe siècle), une des plus anciennes du Beaufortain avec un clocher à bulbe, restaurée de 2008 à 2012[29]
- Chapelle du Praz, dédiée à sainte Barbe[30] (fermée)
- Chapelle de Roselend (1960), en remplacement d'une ancienne chapelle peut être du XIIIe siècle. (fermée)
- Chapelle Saint-Sauveur (Le Revers, antérieur en 1732)[31]
- Chapelle Notre-Dame-de-Haute-Lumière (Les Saisies, 1997)

Autres édifices :
- Beaufort : Beaubois (en rénovation), la Frasse (ouverte), Bersend (ouverte), Les Villes Dessus (ouverte), Mont (fermée), la Pierre (à rénover)
- Arêches : l’Adray (fermée), Boudin (ouverte), haut d'Arêches (partiellement)
- Hauteluce : Planay
- Queige : Outrechenais, les Roengers, la Poyat, Molliessoulaz, les Pointières
- Villard-sur-Doron : ...

### Spécialités culinaires
Le Beaufortain possède une filière laitière composée, en 2015, de 398 producteurs (sur 650 agriculteurs) et environ 13 000 vaches, issue des races tarine et/ou d'Abondance. Le beaufort est un fromage cuit à pâte dure, labellisé Appellation d'origine contrôlée depuis 1968, et appellation d'origine protégée (AOP) depuis 2009. On distingue le Beaufort, le Beaufort d'été (fabriqué avec le lait de l'été) et le Beaufort Chalet d'alpage . Il aurait été qualifié de « Prince des gruyères » par Jean Anthelme Brillat-Savarin.